# الحميدي السبيعي
الحميدي بدر الحميدي بدر السبيعي، من مواليد 1967، نائب سابق في مجلس الأمة الكويتي.

## سيرته
وُلد الحميدي السبيعي بالكويت عام 1967، حاصل على ليسانس حقوق تبعها ماجستير بالقانون، شارك في انتخابات مجلس الأمة الكويتي 2016 وحصل على المركز الثالث في الدائرة الخامسة بـ4,660 صوت وفاز بالانتخابات.

## عضوياته
- يعمل مُحاميًا.
- نائب رئيس جمعية المحامين الكويتية سابقا.[2]
- عضو المكتب الدائم في اتحاد المحامين العرب.

## انتخابات مجلس الأمة
| الانتخابات    | الدائرة الانتخابية       | المركز            | عدد الأصوات | النتيجة |
| ------------- | ------------------------ | ----------------- | ----------- | ------- |
| انتخابات 2003 | الدائرة الخامسة والعشرون | المركز الرابع     | 753 صوت     | خسر     |
| انتخابات 2012 | الدائرة الخامسة          | المركز الثالث عشر | 8,057 صوت   | خسر     |
| انتخابات 2016 | الدائرة الخامسة          | المركز الثالث     | 4,660 صوت   | فاز     |
| انتخابات 2020 | الدائرة الخامسة          | المركز 22         | 2,144 صوت   | خسر     |

## أبرز مواقفه في مجلس الأمة
| استجواب الوزيرة هند الصبيح (يناير 2018)                  | مع الاستجواب |
| استجواب الوزير بخيت الرشيدي (2018)                       | مع الاستجواب |
| استجواب الوزيرة هند الصبيح (مايو 2018)                   | مع الاستجواب |
| استجواب الوزير خالد الروضان (2019)                       | مع الاستجواب |
| استجواب الوزير محمد الجبري (2019)                        | ضد الاستجواب |
| استجواب الوزير نايف الحجرف (2019)                        | مع الاستجواب |
| استجواب الوزير براك الشيتان (2020)                       | ضد الاستجواب |
| استجواب الوزير أنس الصالح (أغسطس 2020)                   | مع الاستجواب |
| استجواب الوزير سعود هلال الحربي (أغسطس 2020)             | مع الاستجواب |
| استجواب الوزير سعود هلال الحربي (سبتمبر 2020)            | مع الاستجواب |
| استجواب الوزير أنس الصالح (سبتمبر 2020)                  | مع الاستجواب |
| تصويت فتح باب ما يستجد من أعمال (تعديل النظام الانتخابي) | موافق        |